# Clement Dowd
Clement Dowd (* 27. August 1832 in Richland Creek, Moore County, North Carolina; † 15. April 1898 in Charlotte, North Carolina) war ein US-amerikanischer Politiker.
Dowd studierte Jura an der University of North Carolina in Chapel Hill und erhielt 1856 seinen Abschluss. 1857 und 1858 war er als Lehrer tätig. 1859 wurde er in die Anwaltschaft aufgenommen und praktizierte in Charlotte. Während des Bürgerkrieges diente er in der Konföderiertenarmee. Nach Ende des Krieges wurde er wieder in seinem früheren Beruf tätig. Von 1869 bis 1871 bekleidete Dowd das Amt des Bürgermeisters von Charlotte. Danach wurde er von 1871 bis 1874 Präsident der Merchants & Farmers’ National Bank und von 1874 bis 1880 Präsident der Commercial National Bank of Charlotte.
Dowd wurde als Demokrat in den Kongress gewählt und vertrat dort vom 4. März 1881 bis zum 3. März 1885 den Bundesstaat North Carolina im US-Repräsentantenhaus. Bei den Wahlen von 1884 kandidierte er nicht mehr. Er starb 1898 in Charlotte und wurde auf dem Elmwood Cemetery beigesetzt.